# James Gurney
Pour les articles homonymes, voir Gurney.
James Gurney (né en 1958) est un auteur et illustrateur américain principalement connu pour avoir créé les livres et l'univers de Dinotopia. 

## Biographie
James Gurney étudie d'abord l'archéologie à l'University of California de Berkeley, puis les arts graphiques à l'Art Center College of Design de Pasadena, en Californie. Il développe également sa technique via la lecture d'ouvrages spécialisés et un entraînement régulier. Il fait ses débuts en réalisant des invitations de mariage et des encarts de publicité pour les journaux, puis, à partir de l'âge de 20 ans, commence à envoyer ses travaux à des éditeurs, ce qui lui permet de commencer à réaliser des couvertures de livres en science-fiction et en fantasy. Par la suite, il en vient à réaliser des illustrations pour le National Geographic, ce qui lui donne l'occasion de voyager à Jérusalem, Athènes et Rome, et de travailler avec l'archéologue Rick Bronson ; ces expériences lui fournissent de nombreuses sources d'inspiration pour Dinotopia.
La plupart des illustrations de James Gurney utilisent la peinture à l'huile. Parmi les artistes qui l'ont influencé figurent Norman Rockwell, M. C. Escher, Rien Poortvliet, William Bouguereau et Howard Pyle. 
En 2009, il est l'invité d'honneur de la 10e édition des Utopiales, dont il réalise l'affiche.

## Traduit en français
- Dinotopia, l'île aux dinosaures, Paris, Albin Michel, coll. « Beaux Livres », 2000, 157 p. (ISBN 978-2-226-05828-7)
- Dinotopia : Un voyage à Chandara  (trad. de l'anglais), Paris, trad. Juliette Saumande, Éditions Fleurus, 2009, 157 p. (ISBN 978-2-215-05576-1)